# Янбан
Янба́н (кор. 양반?, 兩班? — два деления, два подразделения) — понятие, первоначально — но не ранее X века — обозначавшее в средневековой Корее две категории дворянства (служилых людей) — гражданских (мунбан, 문반, 文班) и военных (мубан 무반, 武班) чиновников.

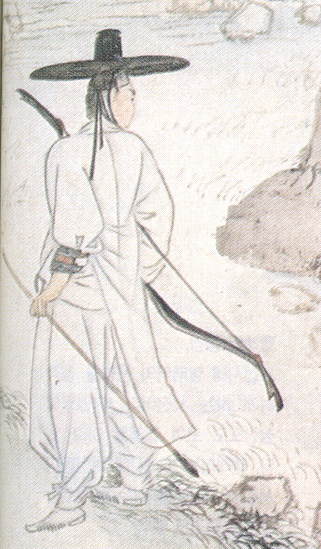

С XII столетия и при династии Ли (Чосон) янбан — уже высшее сословие, и принадлежность к нему передавалась наследственно, вне зависимости от занимаемых в данный момент должностей. По мере развития феодализма в Корее и особенно в период его разложения, начиная с XVIII века, количество лиц, причислявших себя к сословию янбанов, значительно возросло, так как янбаны не облагались феодальными пошлинами и повинностями. В связи с этим, ряды так называемых «провинциальных янбанов» постоянно пополнялись зажиточными крестьянами и купцами, которые платили деньги за право причислить себя к этому сословию. 

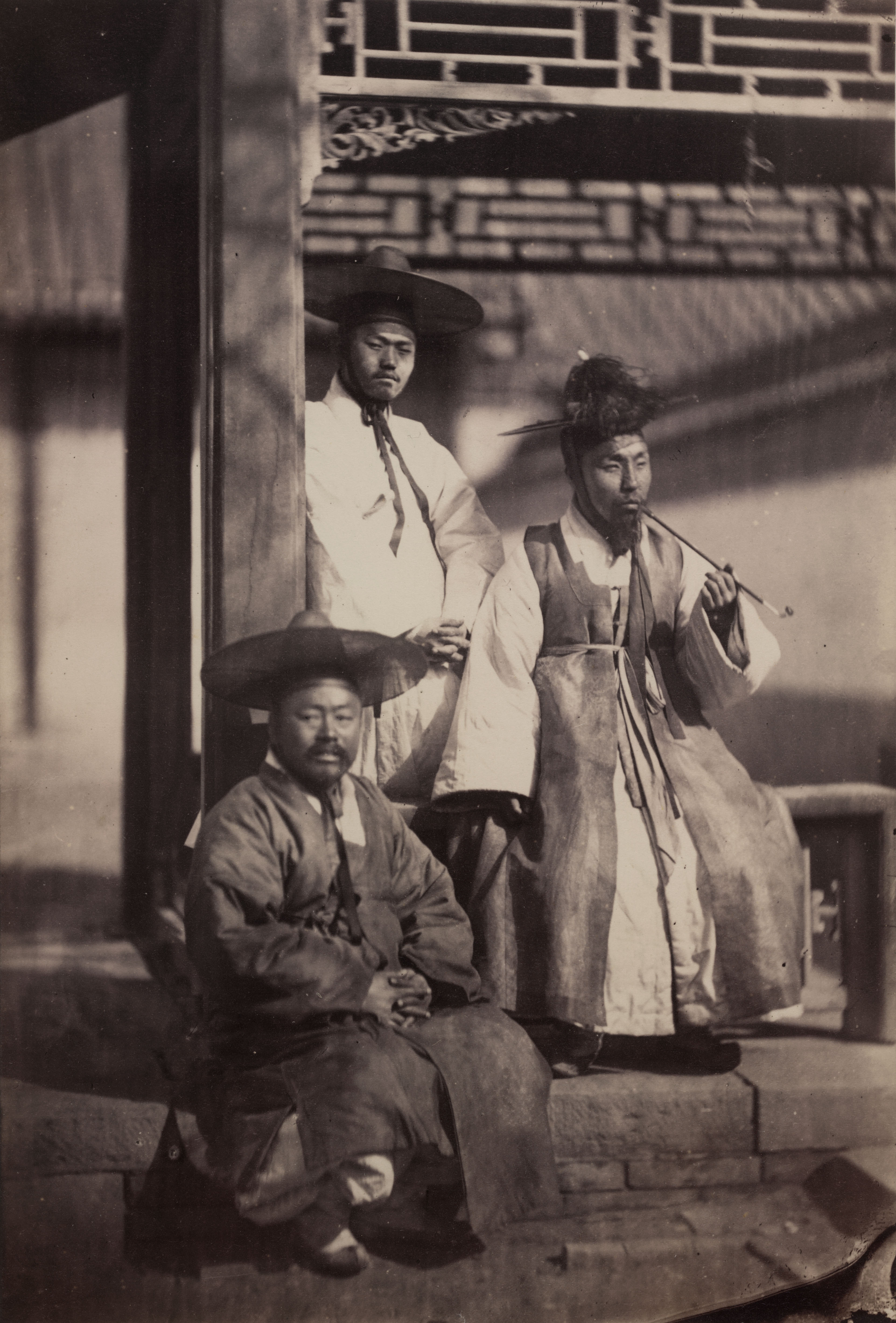
Корейцы в 1863 году

В современной исторической литературе термин «янбан» употребляется для обозначения господствующих слоёв в феодальной Корее и представляет собой синоним слов «феодал» или «помещик».